# Erdő Péter

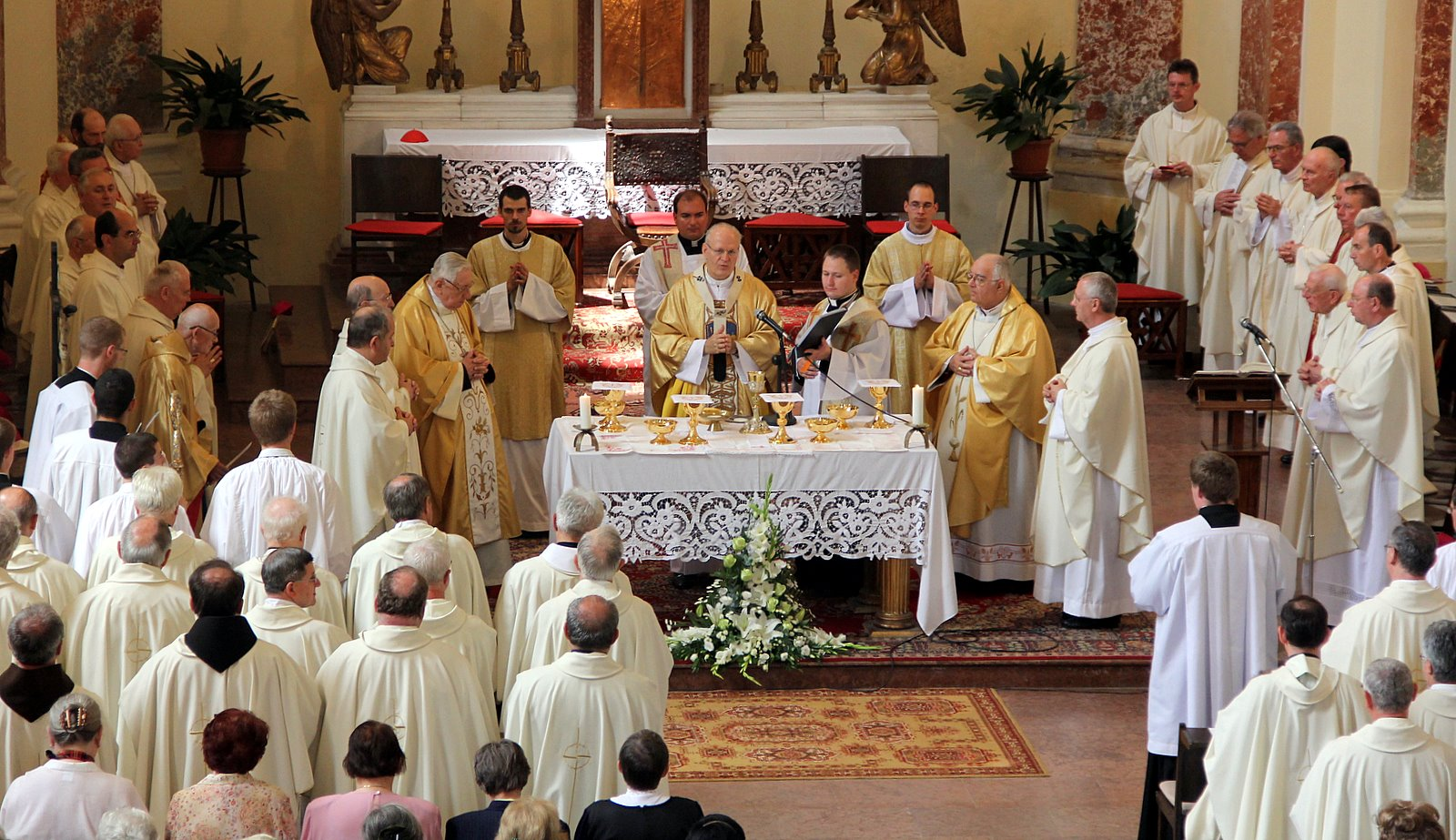
Ünnepi szentmise Erdő Péter bíboros 60. születésnapján az esztergomi Szent Ignác-templomban

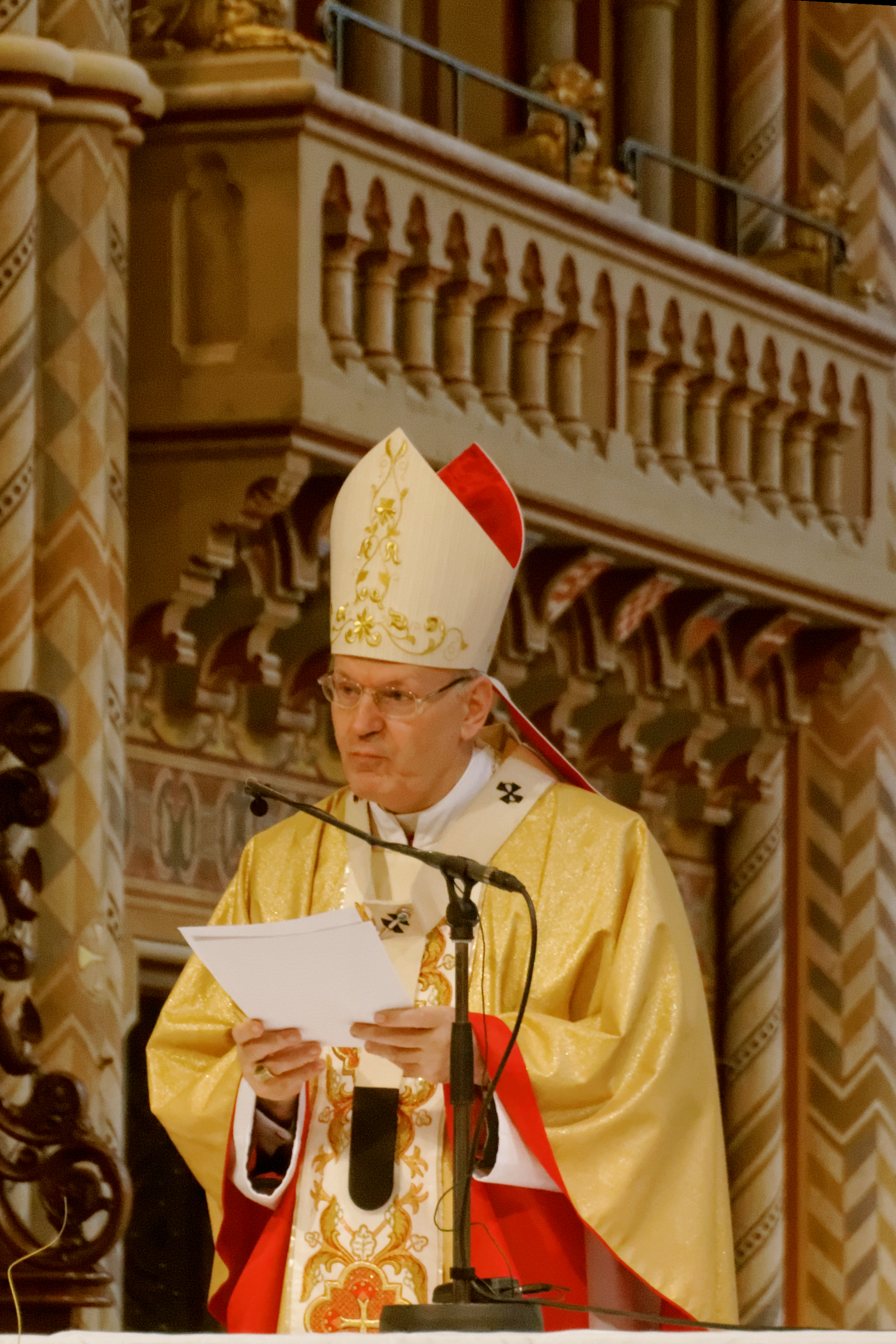
2013-ban

Erdő Péter (Budapest, 1952. június 25. –) magyar római katolikus pap, bíboros, prímás, teológus, kánonjogász, egyetemi tanár, a Magyar Tudományos Akadémia rendes tagja, a Szent István Tudományos Akadémia elnöke, 1998-tól 2003-ig a Pázmány Péter Katolikus Egyetem rektora, 1999-től 2002-ig a Székesfehérvári egyházmegye segédpüspöke, 2002-től az Esztergom-Budapesti főegyházmegye érseke, 2003-tól Magyarország prímása és a pápaválasztó bíborosi testület tagja. 2005-től 2015-ig a Magyar Katolikus Püspöki Konferencia elnöke volt. 2005-től 2016-ig az Európai Püspöki Konferenciák Tanácsának (CCEE) elnöke.
2013 után a 2025-ös konklávén is a papabilék közé sorolták, azaz aki esélyes hogy a következő pápa legyen. Több nyelven beszél, kiterjedt kapcsolatokkal rendelkezik Európában és Afrikában, és az új evangelizáció úttörőjének tartják, amelynek célja a katolikus hit újjáélesztése a szekularizált, iparosodott országokban. Hátrányaként kiemelték az Orbán-kormányhoz fűződő kapcsolatát, hogy – Ferenc pápával ellentétben – Orbán Viktor migránsellenes nézeteit teszi magáévá.
Magyar lakhelye és hivatalának központja a Budai Várnegyedben a prímáspalota. 

## Élete
A felmenői között voltak kisnemesi származású katona-székelyek, így kerültek a székely szimbólumok, a Nap és a Hold bíborosi címerébe is. Értelmiségi családban született dr. Erdő Sándor és Kiss Mária első gyermekeként. Öt testvére született, köztük egy ikertestvére, Pál.
1970-ben érettségizett a budapesti Piarista Gimnáziumban. Ugyanebben az évben felvételt nyert az esztergomi Érseki Papnevelő Intézet növendékei közé és az Esztergomi Hittudományi Főiskola hallgatója lett. Egy évvel később elöljárói a budapesti Központi Papnevelő Intézetbe küldték és a Pázmány Péter Katolikus Egyetemen (PPKE) folytatta teológiai tanulmányait. Itt szerezte meg 1975-ben a licenciátust, 1976-ban pedig a teológiai doktorátust (PhD).
1977 és 1980 között Rómában a Pápai Magyar Intézet ösztöndíjasaként a Lateráni Pápai Egyetemen kánonjogot tanult, itteni tanulmányai befejezéseként kánonjogi doktorátust szerzett. 1983-ban habilitált (PPRK HTA) a budapesti Római Katolikus Hittudományi Akadémián. 1995-ben és 1996-ban kutatói ösztöndíjas volt Berkeleyben, a Kaliforniai Egyetemen. 2003. október 10-én védte meg akadémiai doktori disszertációját. 2005-től 2015-ig a Pázmány Péter Katolikus Egyetem államilag elismert egyházi egyetem nagykancellárja volt.
A Magyar Tudományos Akadémia 2007. május 7-én a 177. közgyűlésen levelező taggá választotta. Személyével nemzetközi hírű egyházjogász lett tagja az Akadémiának, amelynek dísztermében „A kánonjogi esetmegoldás módszere a kései középkorban” címmel november 29-én tartotta meg székfoglaló előadását. A Magyar Tudományos Akadémia 2013-ban rendes tagjává választotta.

### Egyházi tisztségei és fontosabb megbízatásai
1975. június 18-án szentelte pappá Lékai László Budapesten, a Bakáts téri templomban. Ezt követően 1977-ig káplán volt Dorogon.
1980 és 1986 között teológiai tanár volt az Esztergomi Hittudományi Főiskolán, 2010-ben a főiskola nagykancellárja. 1986 és 1988 között a Gregoriana Pápai Egyetem megbízott tanára, 1988 és 2002 között pedig meghívott professzora. Ugyancsak 1988 és 2002 között egyetemi tanár, tanszékvezető a Pázmány Péter Hittudományi Akadémián, amely 1992 óta a Pázmány Péter Katolikus Egyetem Hittudományi Karaként működik. 1996 és 1998 között dékáni, majd 1998-tól 2003-ig a Pázmány Péter Katolikus Egyetem rektori tisztségét töltötte be. 2003-ig elnöke volt az egyetem 1996-ban alapított Kánonjogi Posztgraduális Intézetének is.
1976-tól az esztergomi Érseki Főszentszék kötelékvédője, 1980-tól jegyzője, bírája, 1994–1995-ben az Esztergomi Érseki Bíróság helynöke volt. 1994 és 1998 között az Esztergom-Budapesti főegyházmegye püspöki helynöke. 1986-tól a Magyar Katolikus Püspöki Konferencia egyházjogi bizottságának titkára. Pápai prelátus (1990), apostoli protonotárius (1994).

### Püspöki pályafutása
1999. november 5-én II. János Pál pápa Puppi címzetes püspökévé és székesfehérvári segédpüspökké nevezte ki Takács Nándor, akkori székesfehérvári megyés püspök mellé, majd 2000. január 6-án Rómában, a Szent Péter-bazilikában püspökké szentelte. Jelmondata: Initio non erat nisi gratia – Kezdetben nem volt más, csak a kegyelem.
2002. december 7-én újabb megbízatást kapott: a pápa az Esztergom–Budapesti főegyházmegye főpásztori székébe helyezte át, ünnepélyes prímási, érseki beiktatására 2003. január 11-én került sor. Esztergom 82. érseke, érseki címerében a székely nemzet címerére utaló Nap és Hold, valamint az égi trónuson ülő Szűz Mária látható a gyermek Jézussal, ami a Magyarok Nagyasszonyának ősi ábrázolása az esztergomi kódexben. Néhány hónap elteltével, 2003. szeptember 28-án a Bíborosi Kollégium tagjává nevezték ki, II. János Pál pápa a 2003. október 21-ei konzisztóriumon kreálta bíborossá. Első címtemploma a Szent Balbina-templom volt, amelyet 2004. március 9-én vett birtokba Rómában. 2003-tól a Katolikus Nevelés Kongregációja és a Pápai Törvénymagyarázó Tanács, 2004-től az Apostoli Szignatúra Legfelsőbb Bírósága, 2005-től az Istentiszteleti és Szentségi Kongregáció tagja.
2005. szeptember 7-én megválasztották a Magyar Katolikus Püspöki Konferencia elnökévé (és ezzel együtt a Pázmány Péter Katolikus Egyetem nagy-kancellárjává), ugyanez év október 6-án pedig az Európai Püspöki Konferenciák Tanácsának elnökévé. 2011 szeptemberében ismét őt választották meg az Európai Püspöki Konferenciák Tanácsa (CCEE) elnökévé a következő öt évre. Nyelvismerete latin, német, olasz, francia, spanyol és angol.
Az Inside the Vatican című vatikáni témákkal foglalkozó angol nyelvű katolikus folyóirat a katolikus egyház legjelentősebb személyiségeiről minden évben tízes listát készít. 2006-ban az európai katolikus vezetők kategóriában a megtisztelő listát ő vezette. Az amerikai Newsweek magazin egy 2009 júliusában megjelent cikkében többek között őt is XVI. Benedek pápa egyik lehetséges utódjának tartotta. XVI. Benedek pápa 2013. februári lemondása után felmerült a neve a lehetséges utódok között, mint az egyik legfiatalabb a 117 pápaválasztásra jogosult 80 évnél fiatalabb bíboros között. Az olasz Il Foglio napilap „A magyar teológus, Európa evangelizátora” címmel jelentetett meg egy Erdő Péter bíborosról szóló cikket, az esélyes pápajelöltekről szóló sorozatában. Az olasz politikai elit újságjának számító lap XVI. Benedek „természetes utódjának” nevezte Erdő Pétert. Az olasz Il Foglio, Il Messaggero és a Corriere della Sera után a német Die Welt is XVI. Benedek esélyes utódai között említette.
2013 októberében Ferenc pápa kinevezte a püspöki szinódus következő évre tervezett III. rendkívüli közgyűlése főrelátorává. Majd 2014. november 21-én Ferenc pápa a XIV. rendes püspöki szinódus főrelátorává nevezte ki.
2015-ben lejárt a Magyar Katolikus Püspöki Konferencia elnöki megbízatása, amely a szabályok szerint már nem volt meghosszabbítható.
A Santa Balbinát 2023. március végén bezárták a rossz műszaki állapota miatt, emiatt másik címtemplomot jelöltek ki számára, a Santa Francesca Romana-bazilikát.

### Tudományos és közéleti tevékenysége
Tudományos szakterülete az egyházjog, illetve a középkori kánonjogtörténet és egyháztörténet. Aktív résztvevője a nemzetközi kánonjogi tudományos közéletnek, nemzetközi tudományos testületek elnökségi tagja: Consociatio Internationalis Studio Iuris Canonici Promovendo (Róma), Stephan Kuttner Institute of Medieval Canon Law (München), valamint Associatio Winfried Schulz (Berlin). Vendégprofesszorként meghívást kapott Buenos Airesbe (Pontificia Universidad Católica Argentína, 1996), valamint Rómába (Pápai Lateráni Egyetem, 1997). 2001-től a European Academy of Sciences and Arts (Salzburg) tagja.
Több folyóirat és kiadványsorozat alapítója, elindítója, illetve szerkesztője: Folia Theologica, Folia Canonica, Kánonjog, Teológia (1996 és 1998 között), Studia Theologica Budapestinensia, Bibliotheca Instituti Postgradualis Iuris Canonici, Pázmány Könyvek. Szerkesztő-, illetve tudományos bizottsági tag az alábbi folyóiratoknál és kiadványoknál: Communio (nemzetközi katolikus folyóirat, Budapest), Revista Española de Derecho Canónico (Salamanca), Magyar Felsőoktatás (Budapest), Bulletin of Medieval Canon Law (München–Róma), Amateca Teológiai Kézikönyv Sorozat (Milánó, magyar kiadásban: Szeged), Forum Canonicum (Lisszabon), Forum Iuridicum (Varsó).
A katolikus egyház képviseletében részt vett a vallásszabadsággal és az egyházakkal kapcsolatos törvényelőkészítő munkában, valamint az egyházi delegáció tagjaként közreműködött több, Magyarország és az Apostoli Szentszék közötti megállapodás előkészítésében. 1990 és 2001 között több állami felsőoktatási testület – egyebek mellett a Magyar Rektori Konferencia elnöksége és a Felsőoktatási és Tudományos Tanács –, valamint kuratórium tagja.
2011-ben az Apostoli Szentszék a Vatikán apostoli vizitátoraként a perui Limába küldte, hogy a helyi pápai egyetemmel kialakult feszültségek feloldására tanulmányozza a lehetőségeket.
Az Erdő bíboros elnöklete alatt álló püspöki konferencia közéleti megnyilvánulásaiban rendszerint a katolikus egyház mérsékelt konzervatív álláspontját képviselte. 2008-ban, amikor a szocialista-szabaddemokrata koalíció az egészségügy részben piacalapú reformját kezdeményezte, a katolikus püspöki kar a szakszervezetekkel együtt ellenezte ezt. 2009-ben, a gazdasági világválság idején aggodalmát fejezte ki a megszorítások valamint az adósságcsapdába került emberek kapcsán. A püspöki konferencia nyilatkozataiban ellenezte a művi meddővé tételt és az abortusztablettát. A püspöki kar vezetőjén keresztül kiállt az európai egységért, a magyar katolikus kultúráért, emellett elítélte az antiszemitizmust.
2011. március 18-án a strasbourgi bíróság Nagykamarájának a Lautsi-ügyben meghozott ítélete kimondta, hogy nem sérti a lelkiismereti szabadsághoz való jogot az az olasz törvény, amely előírja, hogy az ország minden tantermében legyen feszület. Ezzel kapcsolatban Erdő Péter a CCEE elnökeként közleményt adott ki, amelyben Európa győzelmének nevezte a bíróság döntését.

## Kritika
Rendszeresen éri kritika az Orbán-kormányhoz való szoros, gyakran alárendeltséget, engedelmességet tükröző viszonya miatt.
Perintfalvi Rita egyetemi oktató a 2025-ös konklávé előtt, márciusban így nyilatkozott:
„„Erdő Péter megválasztása szomorú tragédia lenne az egész világegyház számára, hiszen ő a hallgatásával és a passzivitásával hosszú évek óta masszívan támogat egy olyan rezsimet, amely lábbal tiporja azokat az evangéliumi értékeket, amelyeket Jézus megtanítani akart a világnak. És ebben Ferenc pápa teljes ellentéte, aki soha nem volt rest kiállni azok mellett, akiket üldöznek, akiket a társadalom peremére szorítanak vagy akiket megfosztanak attól, hogy embernek tekintsék őket mások.” 

## Képek
|  |  |  |

## Főbb művei
Tudományos munkájának eredményeként eddig mintegy 250 tanulmánya és 20 kötete jelent meg.
- Az ókeresztény kor egyházfegyelme (Szent István Társulat, Budapest, 1983, ISBN 9633601851)
- Az Egyházi Törvénykönyv – A Codex Iuris Canonici hivatalos latin szövege magyar fordítással és magyarázattal (Szent István Társulat, Budapest, 1985, 2001 ISBN 9633602815)
- Jövőnket építjük. Emlékkönyv az Esztergomi Papnövendékek Magyar Egyházirodalmi Iskolája fennállásának 150 éves évfordulójára; szerk. Erdő Péter; Esztergomi Papnövendékek Magyar Egyházirodalmi Iskolája, Esztergom, 1985
- Erdő Péter–Hans Heimerl: Újítások az egyházi perjogban; ford. Kerekes Károly; Szent István Társulat, Budapest, 1985
- L'ufficio del primate nella canonistica da Graziano ad Uguccione da Pisa (Róma, 1986)
- Bevezetés a kánoni jogba. Bevezető ismeretek, általános szabályok; PPRKHA, Budapest, 1989 (A Pázmány Péter Római Katolikus Hittudományi Akadémia kiadványai)
- A tanító és megszentelő egyház. A tanítói és a megszentelői feladat gyakorlásának egyházjogi szabályai; PPRKHA, Budapest, 1989 (A Pázmány Péter Római Katolikus Hittudományi Akadémia kiadványai)
- A jogok védelme az egyházban. Büntetőjog, perjog; PPRKHA, Budapest, 1990 (A Pázmány Péter Római Katolikus Hittudományi Akadémia kiadványai)
- Introductio in historiam scientiae canonicae (Róma, 1990, spanyol kiadás: Buenos Aires, 1993, bővített olasz kiadás: Róma, 1999)
- Egyházjog (Szent István Társulat, Budapest, 1992, ISBN 9633614635)
- Egyház és vallás a mai magyar jogban (Schanda Balázzsal, Szent István Társulat, Budapest, 1993, ISBN 9633606845)
- Latin-magyar egyházjogi kisszótár, Márton Áron Kiadó, 1993, ISBN 9637947345[51]
- Teológus az Egyházban. Emlékkönyv Gál Ferenc 80. születésnapja alkalmából; szerk. Fila Béla, Erdő Péter; Márton Áron, Budapest, 1995 (Studia theologica Budapestinensia)
- Az egyházjog teológiája – Intézménytörténeti megközelítésben (Szent István Társulat, Budapest, 1995, ISBN 963360821X olasz kiadás: Torino, 1996, német kiadás: Münster, 1999, spanyol kiadás: Budapest, 2002)
- Egyházjogi alapismeretek. Általános szabályok. Házasságjog; 2. átdolg. kiad.; Jel, Budapest, 1996
- Egyházi alkotmányjog; 2. átdolg. kiad.; Jel, Budapest, 1996
- Bonn-Budapest. Kanonistische Erträge einer Zusammenarbeit (szerkesztő, Würzburg, 1997)
- Az egyházi törvénykönyv. A Codex iuris canonici hivatalos latin szövege magyar fordítással és magyarázattal; szerk., magyarázat Erdő Péter.; 3. bőv. kiad.; Szent István Társulat, Budapest, 1997
- Az egyházjog forrásai. Történeti bevezetés (Szent István Társulat, Budapest, 1998, ISBN 9633610079, 9789633610077, német kiadás: 2002)
- Ferenczy Rita–állay Márta: Egyházjogi alapismeretek. Erdő Péter művei alapján; Szent István Társulat, Budapest, 2000 (Bibliotheca Instituti Postgradualis Iuris Canonici Universitatis Catholicae de Petro Pázmány nominatae I. Institutiones)
- Egyházjog a középkori Magyarországon (Osiris, Budapest, 2001, ISBN 9633798779, 9789633798775)
- Az egyházi törvénykönyv. A Codex iuris canonici hivatalos latin szövege magyar fordítással és magyarázattal; szerk., ford., magyarázat Erdő Péter; 4. jav. és bőv. kiad.; Szent István Társulat, Budapest, 2001
- Eschatologie und Jahrtausendwende. 2. Deutsch-Ungarischer Theologentag. Budapest, 3. März 2000; szerk. Erdő Péter, Rózsa Huba; Márton Áron, Budapest, 2001 (Studia theologica Budapestinensia, 26.)
- A magyar katolikus egyház 1945-től 1965-ig. Teológiai Tanárok Konferenciája, Budapest, 2001. január 29-31.; szerk. Erdő Péter; Márton Áron, Budapest, 2001 (Studia theologica Budapestinensia)
- Bűn és isteni irgalom mint a mai ember problémája. A Pázmány Péter Katolikus Egyetem és a Babeş-Bólyai Tudományegyetem teológiai karainak 2001. november 28-án, Budapesten tartott konferenciája előadásai; szerk. Erdő Péter; Márton Áron, Budapest, 2002 (Studia theologica Budapestinensia)
- Tanulmányok a magyarországi egyházjog középkori történetéről. Kéziratos kódexek, zsinatok, középkori műfajok; szerk. Erdő Péter; Szent István Társulat, Budapest, 2002 (Bibliotheca Instituti Postgradualis Iuris Canonici Universitatis Catholicae de Petro Pázmány nominatae III. Studia)
- Teología del derecho canónico. Una aproximación histórico-institucional; Akadémiai, Budapest, 2002
- Territorialità e personalità nel diritto canonico ed ecclesiastico. Il diritto canonico di fronte al terzo millennio. Atti dell'XI Congresso internazionale di diritto canonico e del XV Congresso internazionale della Società per il diritto delle chiese orientali. Budapest, 2-7 settembre 2001 / Territoriality and personality in canon law and ecclesiastical law. Canon law faces the third Milennium. Proceedings of the 11th International Congress of Canon Law and of the 15th International Congress of the Society for the Law of the Eastern Churches; szerk. Erdő Péter, Szabó Péter; Szent István Társulat, Budapest, 2002
- Egyházjog; 3. átdolg., bőv. kiad.; Szent István Társulat, Budapest, 2003 (Szent István kézikönyvek)
- Gondolatok a Kármel tiszteletére; Sarutlan Karmelita Nővérek, Magyarszék, 2003
- Hivatalok és közfunkciók az Egyházban, Szent István Társulat, Budapest, 2003, ISBN 963-361-423-6
- Az Európai Unió kibővítése. Remények és aggodalmak a magyar egyház számára; Szent István Társulat, Budapest, 2004 (Haza a magasban)
- Kirchenrecht im mittelalterlichen Ungarn. Gesammelte Studien; Frank & Timme, Berlin, 2005 (Aus Religion und Recht)
- Egyházjog; 4. jav. kiad.; Szent István Társulat, Budapest, 2005 (Szent István kézikönyvek)
- Eucharisztia. Az áldozat, a találkozás és a jelenlét szentsége. Levél az Esztergom-Budapesti Főegyházmegye papjaihoz, híveihez és minden itt élő, jóakaratú emberhez. Budapest, 2005. szeptember 16.; Szent István Társulat, Budapest, 2005
- Hit, erkölcs, tudomány (Erdő Péter-Schweitzer József-Vizi E. Szilveszter, Éghajlat Könyvkiadó, Budapest, 2006, ISBN 963-87298-3-X)
- Misszió a városért. Katekézis a Szent István-bazilikában; Új Ember, Budapest, 2006
- Az élő egyház joga (összegyűjtött tanulmányok, Szent István Társulat, Budapest, 2006, ISBN 9633618169)
- Geschichte der Wissenschaft vom kanonischen Recht. Eine Einführung (Berlin, 2006)
- Mission et culture (Új Ember Kiadó, Budapest, 2007, ISBN 9789639674486)
- Jöjj el, Urunk, Jézus! Adventi elmélkedések; Jel, Budapest, 2008 + 2 CD
- Storia delle fonti del diritto canonico (Velence, 2008)
- Történelmi és európai dilemmák a 21. század elején II. XVI. Benedek, Erdő Péter írásai / Hit, értelem és egyetem. XVI. Benedek pápa beszéde a tudományos élet képviselőivel történt találkozásakor a Regensburgi Egyetem nagy aulájában. 2006. szeptember 12. kedd; ford. Schulek-Tóth Ferencné / Erdő Péter: Az elvek és az élet dinamikája az új antropológiai helyzetben. Válaszkeresés korunk kihívásaira; Pázmány Egyetem eKiadó, Budapest, 2008
- Le sacré dans la logique interne d'un système juridique. Les fondements théologiques du droit canonique; franciára ford. Cécile Le Lay; L'Harmattan, Paris, 2009 (Ouverture philosophique)
- Naplójegyzetek Szent Pál évében; Szent István Társulat, Budapest, 2009
- Naplójegyzetek a papság évében; Szent István Társulat, Budapest, 2010
- Proceedings of the thirteenth International Congress of Medieval Canon Law. Esztergom, 3-8 August 2008 / ed. by Peter Erdö and Sz. Anzelm Szuromi; Biblioteca Apostolica Vaticana, Città del Vaticano, 2010 (Monumenta iuris canonici Series C Subsidia)
- A család Isten tervében. Katekézis a Család évében; Szent István Társulat, Budapest, 2011
- Egyház, kultúra, társadalom. Beszédek, interjúk, írások; Szent István Társulat, Budapest, 2011
- A bűn és a bűncselekmény. A két alapvető fogalom viszonya az egyházi jog tükrében; Szent István Társulat, Budapest, 2013 (Pázmány könyvek sorozat) ISBN 9789633615614)
- Youcat. A katolikus egyház ifjúsági katekizmusa. XVI. Benedek előszavával és Erdő Péter ajánlásával; ford. Kerényi Dénes; Kairosz, Budapest, 2013
- Egyházjog; átdolg. Szuromi Szabolcs Anzelm; 5. jav. kiad.; Szent István Társulat, Budapest, 2014 (Szent István kézikönyvek)
- Az íjászok és a hajítógép-kezelők büntetése. Adalékok a kánonjogi szövegmagyarázat és esetmegoldás történetéhez; MTA, Budapest, 2014 (Székfoglalók a Magyar Tudományos Akadémián)
- Jog, kánonjog, kultúra egy új antropológiai helyzet küszöbén; MTA, Budapest, 2014 (Székfoglalók a Magyar Tudományos Akadémián)
- Codex iuris canonici; szerk., ford., magyarázat írta Erdő Péter; 5. átdolg. kiad.; Szent István Társulat, Budapest, 2015
- Litterae apostolicae motu proprio datae Mitis iudex Dominus Iesus quibus canones codicis iuris canonici de causis ad matrimonii nullitatem declarandem reformantur Franciscus; ford. Erdő Péter; Szent István Társulat, Budapest, 2015
- Jog az egyház hagyományában és életében; Szent István Társulat, Budapest, 2016
- Youcat. A katolikus egyház ifjúsági katekizmusa. XVI. Benedek előszavával és Erdő Péter ajánlásával; ford. Kerényi Dénes; 2. jav. kiad.; Kairosz, Budapest, 2016
- Az egyházjog lelke. Kánonjog a társadalomban és a hívő közösségben; Szt. István Társulat, Budapest, 2021
- Beszélgetések a hitvallásról és a tízparancsolatról; Szt. István Társulat, Budapest, 2021
- Beszélgetések az imádságról és a szentségekről; Szt. István Társulat, Budapest, 2021
- Nagyböjt és húsvét járvány idején. Beszédek a Magyar Katolikus Rádióban; Új Ember–Magyar Kurír, Budapest, 2021
- Egyházi közösségeink; Szt. István Társulat, Budapest, 2024

## Díjai, elismerései
- Több egyetem díszdoktora: Institut catholique de Paris (1995),[7] a kolozsvári Babeș–Bolyai Tudományegyetem (2001), a Lublini Katolikus Egyetem (2004), a müncheni Lajos–Miksa Egyetem (Ludwig-Maximilians-Universität, 2007)
- Dorog (2003), Esztergom (2006. október 23. – a Szent Adalbert Központ felújításáért), valamint Makranc (2007) települések díszpolgára
- A Magyar Pálos Rend konfrátere (2004)
- Stephanus-díj (1997)
- A Magyar Köztársasági Érdemrend tisztikeresztje (1998)
- Szent István Tudományos Akadémia tagja (1998)
- Galileo Galilei-díj, Pisa (1999)
- Fraknói Vilmos-díj (2004)
- Bonifác-érem (2008)
- A Piarista rend konfrátere (2009)
- Ezüst Corvina kitüntetés (2013);[52] az egyik legmagasabb kitüntetés a Budapesti Corvinus Egyetemen (BCE)
- Ferencváros díszpolgára (2013)[53]
- Széchenyi-díj (2016)
- Megbékélési és együttműködési-díj (2016)[54]
- Magyar Szent István-rend (2017)
- Tu es Petrus díj (2024)[55]